# يوهان شوارزر
يوهان شوارزر (بالألمانية: Johann Schwarzer)‏ (و. 1880 – 1914 م) هو مخرج أفلام، ومنتج أفلام، ومصور نمساوي، توفي في فيرباليس، عن عمر يناهز 34 عاماً.

## وصلات خارجية
- يوهان شوارزر على موقع IMDb (الإنجليزية)
- يوهان شوارزر على موقع قاعدة بيانات الفيلم (الإنجليزية)
- يوهان شوارزر على موقع كينوبويسك (الروسية)

- يوهان شوارزر في قاعدة بيانات الأفلام على الإنترنت